# Pista di atterraggio di Ruhnu
La pista di atterraggio di Ruhnu - anche conosciuto come aeroporto di Ruhnu è parte integrante dell'aerostazione di Kuressaare - (IATA: URE, ICAO: EERU), che dista circa 70 km a sud, sull'isola omonima.
Si tratta di un campo aereo erboso con direzione 14/32 - 600x60 m di lunghezza.
L'aerostazione di Ruhnu è dotata di radio e servizio meteorologico. Recentemente è stato costruito un nuovo terminal, adiacente alla pista.
La compagnia aerea che serve stagionalmente la rotta tra Kuressaare e Pärnu è la tedesca Luftverkehr Friesland Harle.